# Mnyeu
Mnyeu ist ein Verwaltungsbezirk (englisch Ward) des Distrikts Newala in der tansanischen Region Mtwara.

## Geografie
Mnyeu liegt im Südosten von Tansania etwa 90 Kilometer Luftlinie südwestlich der Regionshauptstadt Mtwara. Der Bezirk grenzt im Norden an Nandwahi, im Nordosten an Chaume, im Osten an Mkwedu, im Südosten an Mdumbwe, im Süden an Mtunguru und im Westen an Mtopwa. Bei der Volkszählung 2022 lebten 4189 Menschen in 1302 Haushalten auf einer Fläche von 31 Quadratkilometern.

## Gliederung
Der Bezirk besteht aus vier Gemeinden (Mtaa) mit neun Orten (Kitongoji):
| Mnyeu - Tupendane - Mihogoni - Tandika | Mbeya - Chikwaya - Nambudi | Tulieni - Chikunda - Shangani | Mbebede - Mbebede - Majengo |

## Gesundheit
In der Gemeinde Mnyeu gibt es eine staatliche Apotheke.